# Thesium australe
Thesium australe là một loài thực vật có hoa trong họ Santalaceae. Loài này được R. Br. miêu tả khoa học đầu tiên năm 1810.